# La Mafia (film)
Pour les articles homonymes, voir La Mafia.
Pour plus de détails, voir Fiche technique et Distribution.
La Mafia (Pay or Die) est un film américain réalisé par Richard Wilson, sorti en 1960.

## Fiche technique
- Titre original : Pay or Die
- Titre français : La Mafia
- Réalisation : Richard Wilson
- Scénario : Richard Collins et Bertram Millhauser (en)
- Photographie : Lucien Ballard
- Montage : Walter Hannemann (en)
- Musique : David Raksin
- Pays de production : États-Unis
- Format : Noir et blanc - 1,85:1 - Mono
- Genre : biographie
- Durée : 111 minutes
- Date de sortie : 1960

## Distribution
- Ernest Borgnine : Joe Petrosino
- Zohra Lampert : Adelina Saulino
- Alan Austin : Johnny Viscardi
- Renata Vanni : Mama Saulino
- Bruno Della Santina : Papa Saulino
- Franco Corsaro : Vito Zarillo
- Robert F. Simon : Préfet de police
- Robert Ellenstein : Luigi Di Sarno
- Howard Caine : Enrico Caruso
- John Duke : Lupo Miano
- Vito Scotti : Officier Simonetti
- John Marley : Caputo
- Mario Siletti : Enzo Loria
- Paul Birch : le maire